# Tylos albidus
Tylos albidus är en kräftdjursart som beskrevs av Gustav Budde-Lund 1879. Tylos albidus ingår i släktet Tylos och familjen Tylidae. Inga underarter finns listade i Catalogue of Life.